# Chaco (tỉnh)
Chaco là một tỉnh nằm ở phía bắc Argentina, gần biên giới với Paraguay. Tỉnh lị là Resistencia nằm trên sông Paraná đối diện với thành phố Corrientes. Thành phố lớn thứ hai của tỉnh là Sáenz Peña. Tỉnh Chaco giáp với các tỉnh Salta và Santiago del Estero về phía tây, Formosa về phía đông bắc, Corrientes và tỉnh Ñeembucú của Paraguay về phía đông nam và Santa Fe về phía nam. Từ năm 1950 tới 1955, tỉnh này có tên là Presidente Perón.

## Liên kết
- Official website (Spanish)
- Pictures of Chaco Lưu trữ ngày 10 tháng 12 năm 2010 tại Wayback Machine